# Fungiacyathus (Bathyactis) pseudostephanus
Fungiacyathus (Bathyactis) pseudostephanus is een rifkoralensoort uit de familie van de Fungiacyathidae. De wetenschappelijke naam van de soort is voor het eerst geldig gepubliceerd in 1976 door Keller.